# Benoît Clapeyron
Benoît Paul Émile Clapeyron (ur. 26 lutego 1799 w Paryżu, zm. 28 stycznia 1864 tamże) – francuski fizyk i inżynier, członek Francuskiej Akademii Nauk, profesor uczelni technicznych.
Clapeyron to jeden z twórców podstaw współczesnej termodynamiki i projektant urządzeń kolejowych.

## Życiorys
Benoît Clapeyron ukończył studia w École polytechnique i École des Mines, po czym w 1820 r. wyjechał do Petersburga, gdzie objął posadę profesora fizyki w École des Travaux Publics. Do Paryża powrócił w lipcu 1830 r. aby zająć się budową pierwszej francuskiej linii kolejowej Paryż – Wersal – Saint-Germain.
W 1834 r., zafascynowany pracami Carnota nad teorią działania silnika parowego, opublikował swoje przemyślenia na ten temat. W pracy tej zawarł m.in. wykres obrazujący wpływ zmian temperatury na ciśnienie pary wodnej oraz wykazał, że procesy sprężania i rozprężania gazów w warunkach izotermicznych są całkowicie powtarzalne i zachodzą zawsze jednakowo niezależnie od tego, co się wcześniej z danym gazem działo.
W 1843 r. Clapeyron zdefiniował pojęcie termodynamicznej przemiany odwracalnej. Definicja ta umożliwiła mu sformułowanie zasady Carnota (czyli II zasady termodynamiki) w formie prostego wzoru, który można było łatwo wykorzystywać w praktyce. Zastosowanie koncepcji odwracalnej przemiany do gazów naprowadziło go z kolei do sformułowania równania stanu gazu idealnego.

## Upamiętnienie
Nazewnictwo:
- Równanie Clapeyrona (stan gazu doskonałego);
- Równanie Clapeyrona (przemiana fazowa);
- Równanie Clausiusa-Clapeyrona;
- Stała gazowa bywa nazywana stałą Clapeyrona.

Jego nazwisko pojawiło się też na liście 72 nazwisk na wieży Eiffla.